# Deena Abdelwahed
Deena Abdelwahed (en àrab: دينا عبدالواحد, Doha, 1989) és una punxadiscos i productora de música electrònica tunisiana.

## Trajectòria
Tot i néixer a Qatar, als 18 anys va anar a Tunísia a estudiar on es va graduar en Arquitectura i Disseny d'interiors. Després d'haver-se fet un nom l'escena alternativa tunisiana com a part del col·lectiu Arabstazy, va arribar a Tolosa de Llenguadoc el 2015.
Abdelwahed injecta innovació i experimentació en els seus treballs artístics, curulls de ritmes urbans i música tradicional àrab, oferint una música avantguardista particularment enèrgica. Les seves sessions l'han portada a actuar per a Boiler Room, al Berghain, a la Sala Apolo i al Sónar en dues ocasions.

## Discografia
- Klabb (InFiné Records, EP, 2017)[3]
- Khonnar (InFiné Records, LP, 2018)[4]
- Tawa Remixes (InFiné Records, EP, 2019)
- Dhakar (InFiné Records, EP, 2020)